# Eccellenza Liguria 2001-2002
Il campionato italiano di calcio di Eccellenza regionale 2001-2002 è stato l'undicesimo organizzato in Italia. Rappresenta il sesto livello del calcio italiano.
Questo è il campionato regionale della regione Liguria.

## Squadre Partecipanti
| Squadra                    | Città                        | Stadio                   |
| -------------------------- | ---------------------------- | ------------------------ |
| A.C. Albenga               | Albenga (SV)                 |                          |
| A.C. Bolanese              | Bolano (SP)                  |                          |
| U.S. Busalla               | Busalla (GE)                 |                          |
| U.S. Cairese               | Cairo Montenotte (SV)        |                          |
| U.S. Casellese             | Casella (GE)                 |                          |
| U.S. Fezzanese             | Fezzano (SP)                 |                          |
| F.B.C. Finale              | Finale Ligure (SV)           |                          |
| U.S. Fo.Ce. Vara           | Follo (SP)                   |                          |
| G.S. Genoa Club Mignanego  | Mignanego (GE)               |                          |
| U.C. Grassorutese          | Rapallo (GE)                 |                          |
| U.S. Lavagnese 1919        | Lavagna (GE)                 |                          |
| A.C. Loanesi San Francesco | Loano (SP)                   |                          |
| S.C. Molassana Boero       | Molassana (GE)               |                          |
| U.S. Pontedecimo           | Pontedecimo (GE)             |                          |
| A.C. Sammargheritese       | Santa Margherita Ligure (GE) | Stadio Eugenio Broccardi |
| U.S. Sarzanese 1906        | Sarzana (SP)                 |                          |

## Classifica finale
|  | Pos. | Squadra              | Pt | G  | V  | N  | P  | GF | GS | DR  |
|  | ---- | -------------------- | -- | -- | -- | -- | -- | -- | -- | --- |
|  | 1.   | Lavagnese            | 58 | 30 | 17 | 7  | 6  | 37 | 14 | +23 |
|  | 2.   | Fo. Ce. Vara         | 57 | 30 | 15 | 12 | 3  | 50 | 23 | +27 |
|  | 3.   | Finale               | 53 | 30 | 14 | 11 | 5  | 58 | 36 | +22 |
|  | 4.   | Albenga Cisano       | 45 | 30 | 11 | 12 | 7  | 40 | 31 | +9  |
|  | 5.   | Bolanese             | 44 | 30 | 12 | 8  | 10 | 35 | 23 | +12 |
|  | 6.   | Busalla              | 41 | 30 | 10 | 11 | 9  | 40 | 33 | +7  |
|  | 7.   | Loanesi              | 41 | 30 | 10 | 11 | 9  | 46 | 42 | +4  |
|  | 8.   | Fezzanese            | 41 | 30 | 10 | 11 | 9  | 34 | 33 | +1  |
|  | 9.   | Sammargheritese      | 40 | 30 | 10 | 10 | 10 | 24 | 31 | -7  |
|  | 10.  | Genoa Club Mignanego | 38 | 30 | 9  | 11 | 10 | 36 | 32 | +4  |
|  | 11.  | Sarzanese            | 37 | 30 | 9  | 10 | 11 | 29 | 39 | -10 |
|  | 12.  | Casellese            | 35 | 30 | 8  | 11 | 11 | 32 | 52 | -20 |
|  | 13.  | Pontedecimo          | 34 | 30 | 5  | 19 | 6  | 39 | 39 | 0   |
|  | 14.  | Grassorutese         | 34 | 30 | 7  | 13 | 10 | 33 | 33 | 0   |
|  | 15.  | Cairese              | 30 | 30 | 7  | 9  | 14 | 30 | 47 | -17 |
|  | 16.  | Molassana Boero      | 7  | 30 | 1  | 4  | 25 | 16 | 71 | -55 |

## Spareggi

### Spareggio 13º posto
| Squadra 1   | Risultato       | Squadra 2    |
| ----------- | --------------- | ------------ |
| Pontedecimo | 2 - 2 (7-6 dcr) | Grassorutese |

| Genova 12 maggio 2002                        | Pontedecimo          | 2 – 2 (d.t.s.) | Grassorutese |  |
| \| \| \| \| \| \| Tiri di rigore 7 – 6 \| \| |                      |                |              |  |
|                                              |                      |                |              |  |
|                                              | Tiri di rigore 7 – 6 |                |              |  |